# They Threw Us All in a Trench and Stuck a Monument on Top
They Threw Us All in a Trench and Stuck a Monument on Top är det amerikanska bandet Liars debutalbum. Det släpptes 2001 av skivbolaget Gern Blandsten.

## Låtlista
| Nr           | Titel                                                 | Längd |
| ------------ | ----------------------------------------------------- | ----- |
| 1.           | Grown Men Don't Fall in the River, Just Like That     | 3:03  |
| 2.           | Mr. Your on Fire Mr.                                  | 2:27  |
| 3.           | Loose Nuts on the Veladrome                           | 2:19  |
| 4.           | The Garden Was Crowded and Outside                    | 2:44  |
| 5.           | Tumbling Walls Buried Me in the Debris With ESG       | 4:05  |
| 6.           | Nothing Is Ever Lost or Can Be Lost My Science Friend | 3:03  |
| 7.           | We Live NE of Compton                                 | 3:01  |
| 8.           | Why Midnight Walked But Didn't Ring Her Bell          | 0:51  |
| 9.           | This Dust Makes That Mud                              | 30:07 |
| Total längd: | Total längd:                                          | 51:32 |